# König-Friedrich-August-Häuser

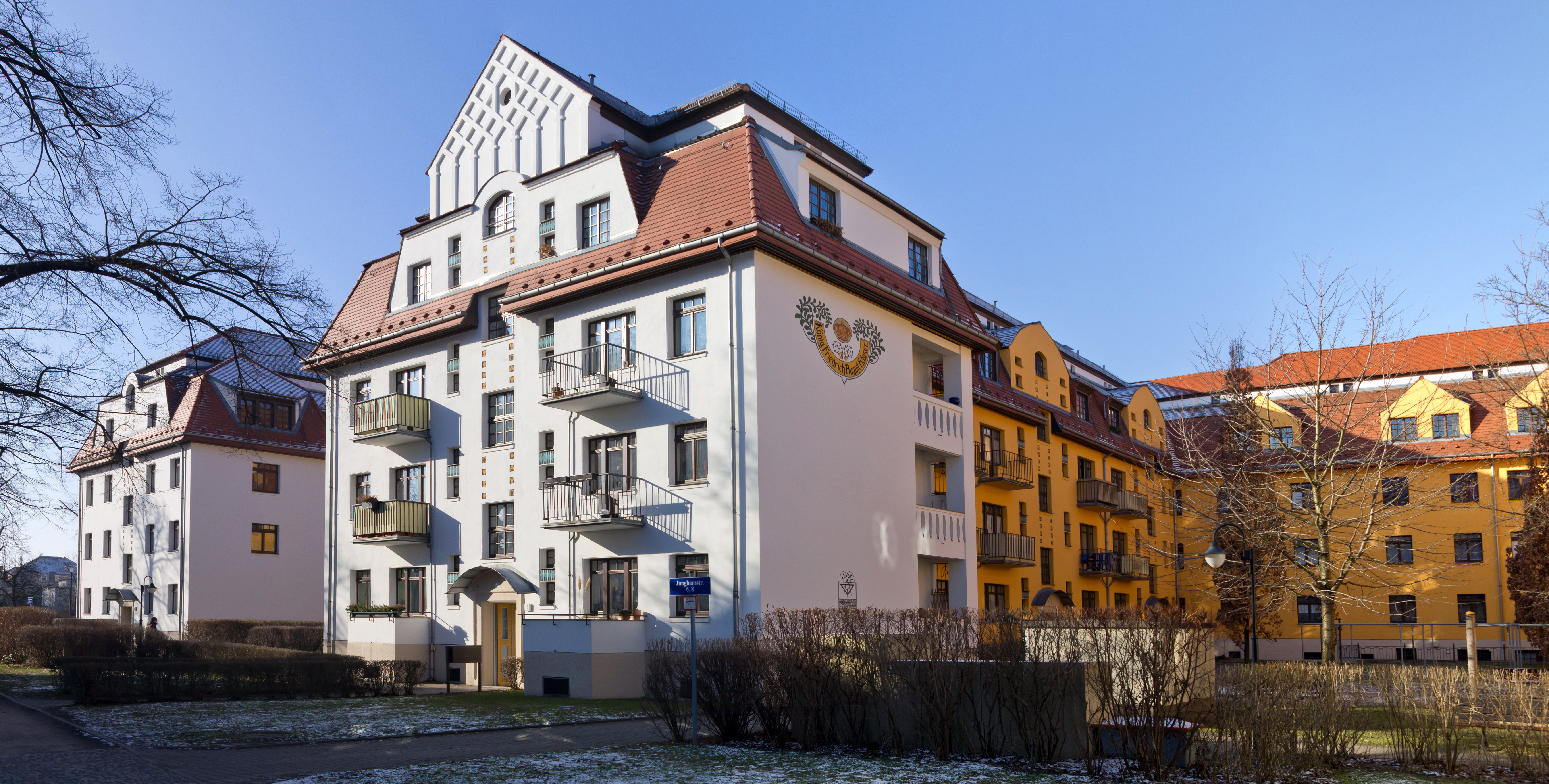
Mittlerer Baublock an der Junghansstraße

Die König-Friedrich-August-Häuser sind ein unter Denkmalschutz stehender Mehrfamilienwohnhaus-Komplex in Dresden-Striesen, an der Junghansstraße zwischen Kipsdorfer Straße und Glashütter Straße.

## Geschichte und Beschreibung

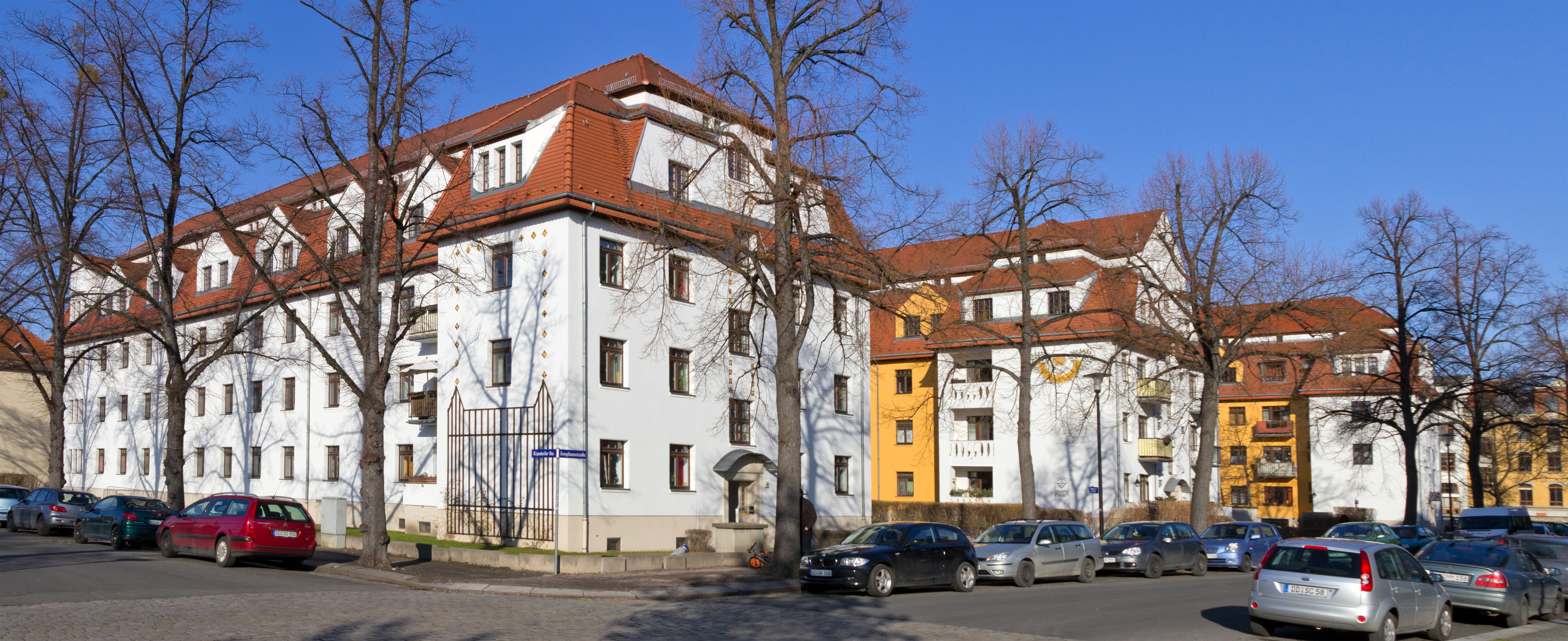
Häuser an der Junghansstraße

Die 1910–1911 erbaute Häusergruppe mit 124 Wohnungen wurde vom Dresdner Architekten Theodor Richter entworfen und war das erste Projekt der 1910 gegründeten Kleinwohnungs-Bauverein Dresden eGmbH. Die Genossenschaft hatte das Baugelände von einem ihrer Gründungsmitglieder erworben. Die Häuser wurden nach dem sächsischen König Friedrich August III. benannt, der anscheinend einen Zuschuss zu den Baukosten gewährt hatte. Heute gehören sie zum Bestand der Wohnungsgenossenschaft „Aufbau“ Dresden eG.
Die Anlage besteht aus Hauszeilen mit drei Vollgeschossen und Mansardgeschoss, von denen drei quer zur Junghansstraße angeordnet sind und an ihren westlichen Enden durch einen Querriegel verbunden sind, so dass sie zur Junghansstraße hin zwei große offene Höfe bilden. Besonders auffällig ist der hohe, geometrisch gegliederte Giebel der mittleren Hauszeile zur Junghansstraße. Bemerkenswert ist auch der Fassadenschmuck über den Eingangsbereichen an der Glashütter Straße. „Durch zahlreiche Vor- und Rücksprünge wird eine plastische Wirkung erzielt.“ Die aufwändig konstruierten Dächer werden durch Giebelfronten oder zu einem Tor verbundene Schornsteine aufgelockert.
Zwischen den Kopfbauten an der Junghansstraße standen ursprünglich in den Eingängen zu den beiden Höfen zwei eingeschossige Torhäuser, die jedoch um 1970 abgetragen wurden.

## Bilder

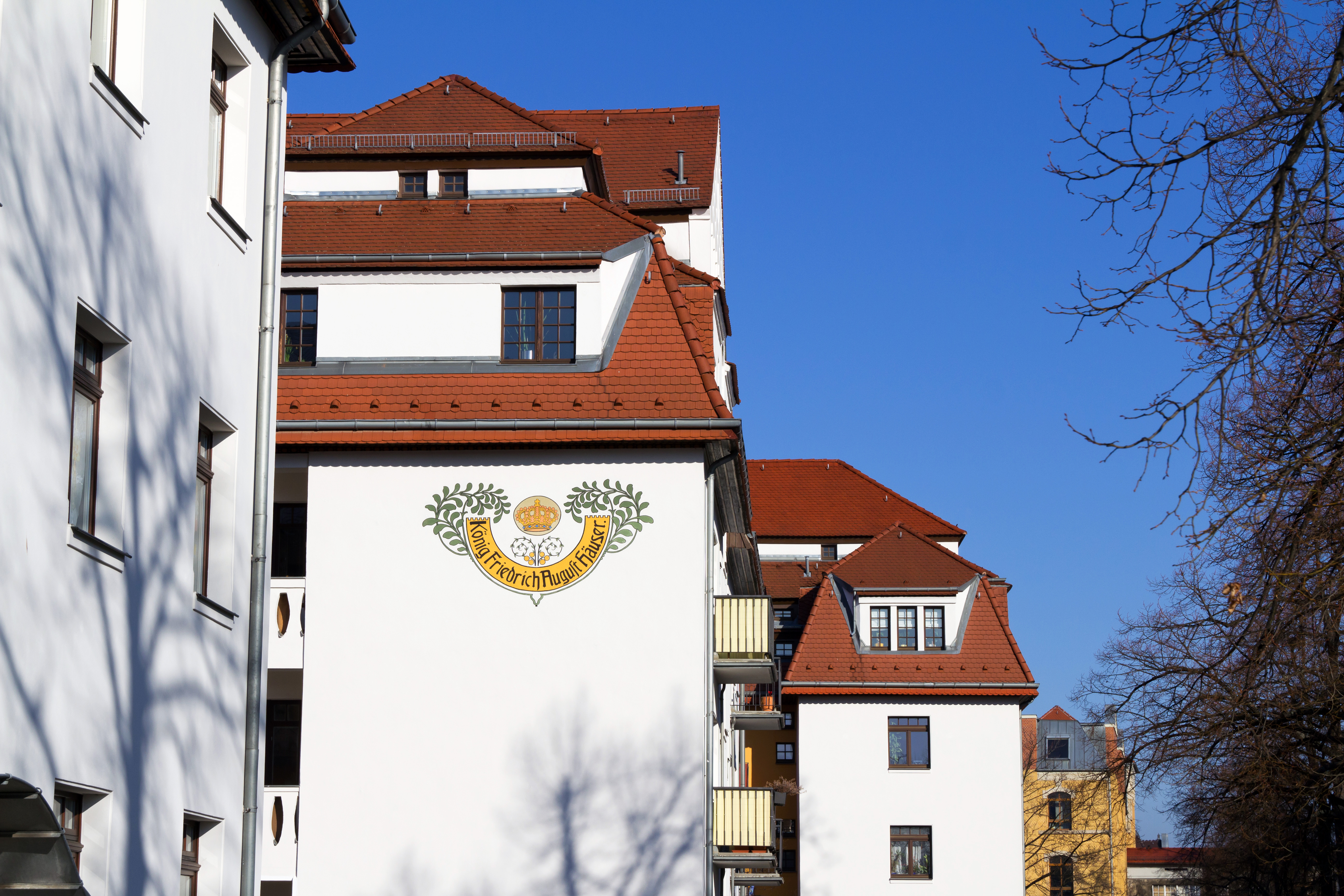
Detail
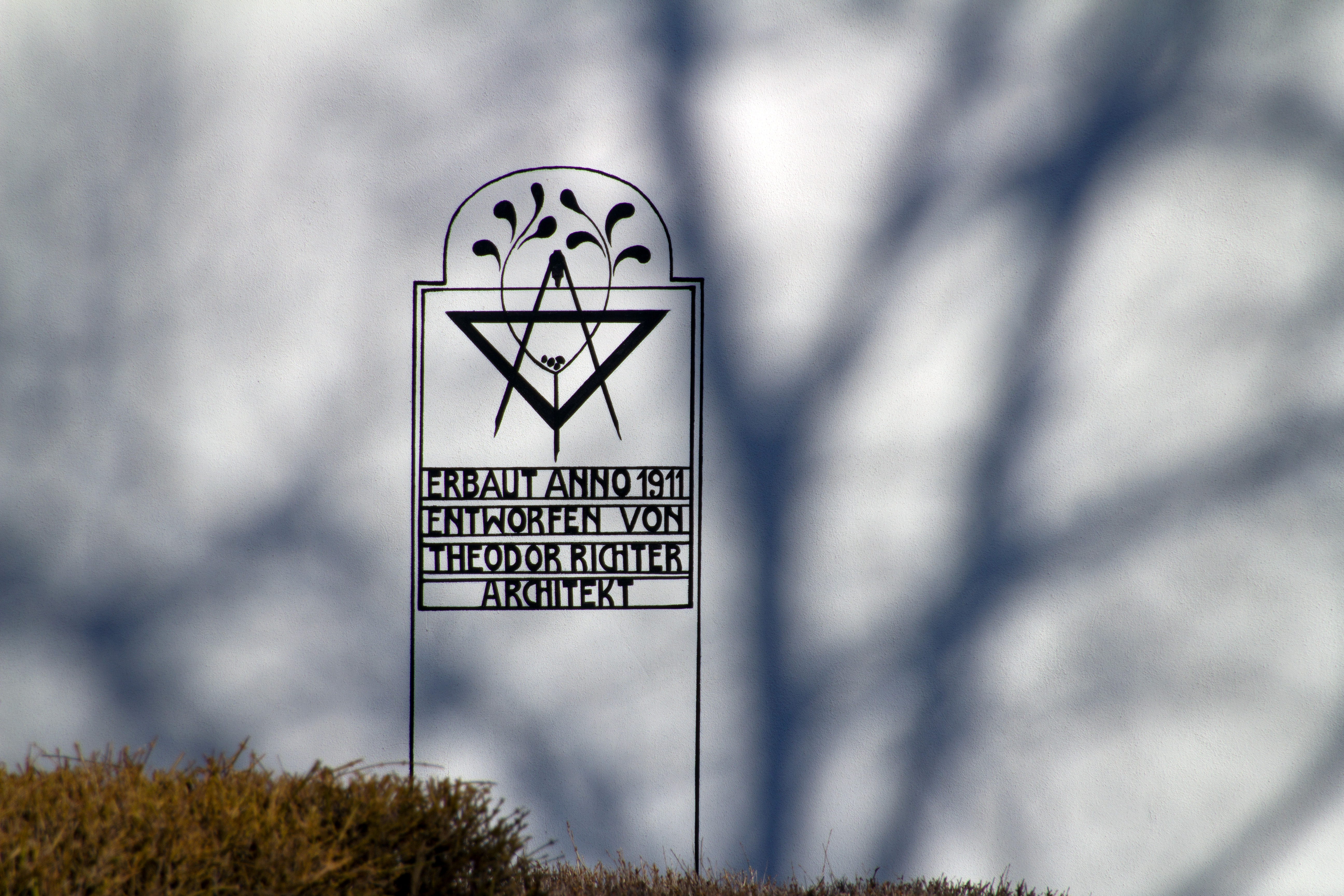
Detail
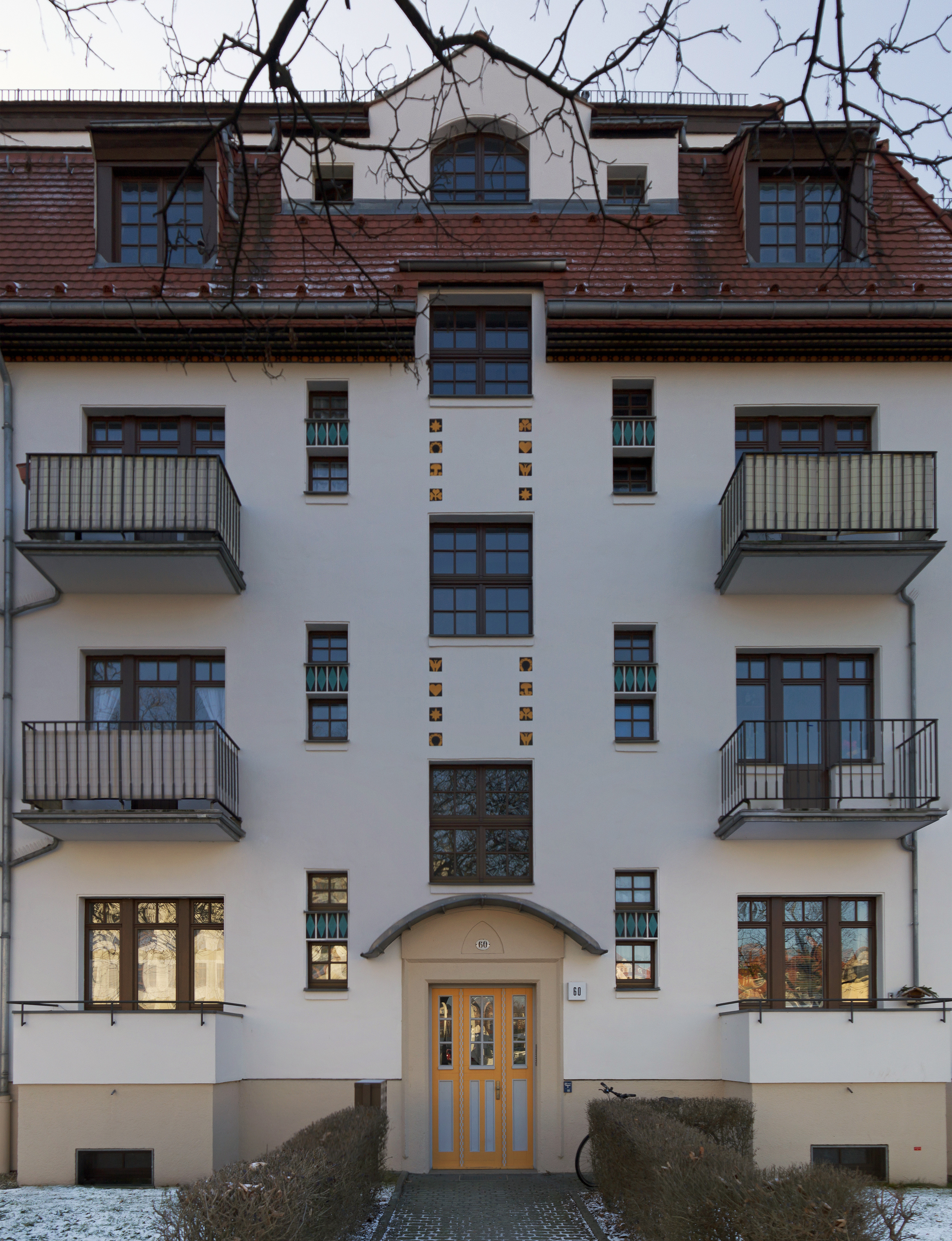
Eingangsdetail
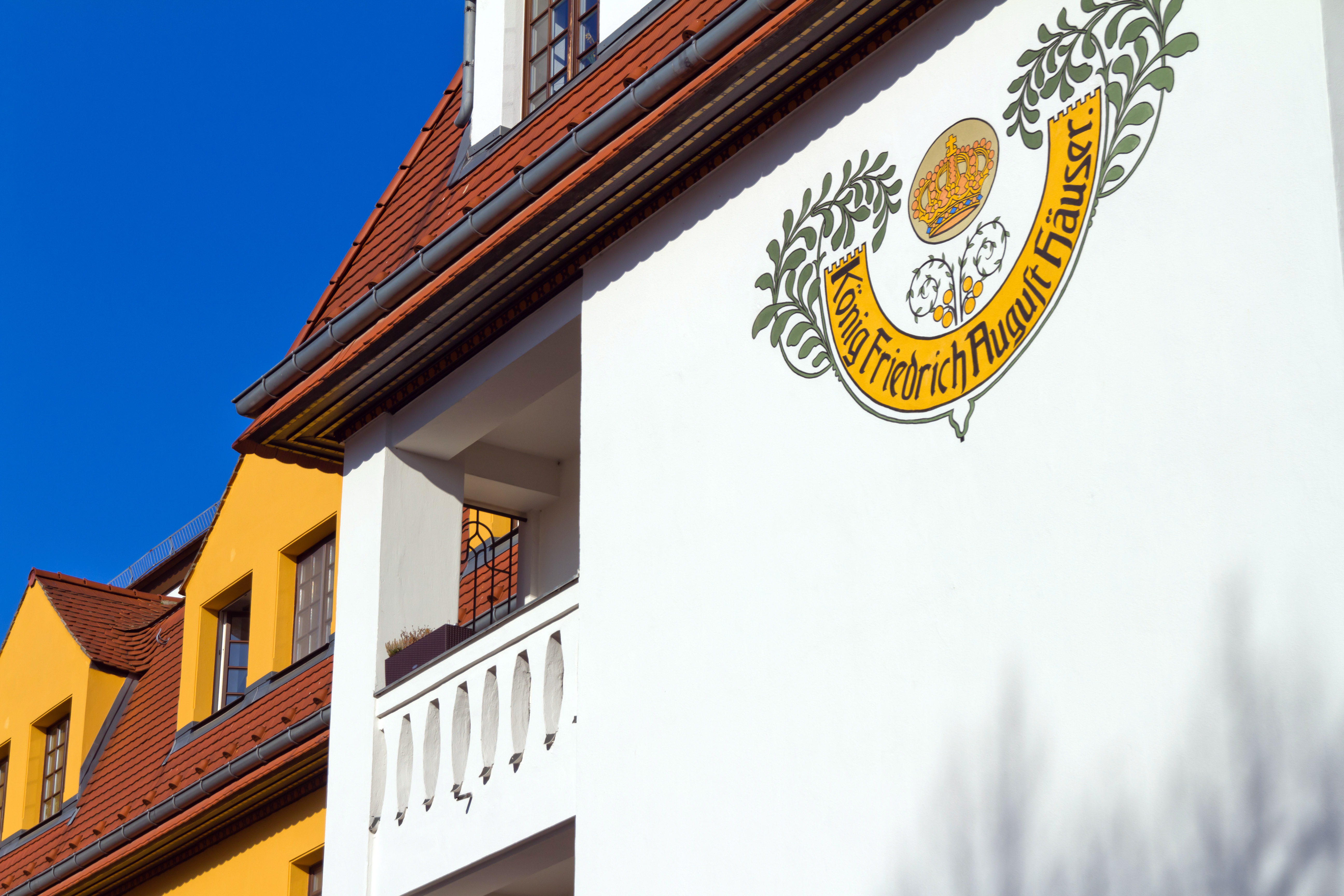
Fassadendetail